# Daishōhō Masami
Daishōhō Masami (大翔鳳 昌巳 en japonés, nacido el 7 de mayo de 1967 como Murata Masami (村田 昌巳 en japonés) y fallecido el 4 de diciembre de 1999) fue un luchador de sumo japonés. Su rango más alto fue el de komusubi.

## Carrera
Nació en Sapporo, se inició en el esquí cuando era niño, ya que procedía de una famosa zona por sus pistas de esquí. También jugó al básquet en la escuela. Sin embargo, su padre era un entusiasta aficionado de sumo y animó a su hijo a probar el deporte. En su tercer año de secundaria participó en el Campeonato Interescolar de Sumo, celebrado en Tokio, y fue puesto en la Tatsunami beya durante el campeonato. Daishōhō fue campeón amateur de sumo en la Universidad de Nihon, y luego de su graduación, retornó a la Tatsunami beya. Debutó en el sumo profesional en enero de 1990 en la división makushita, y rápidamente llegó a la división makuuchi en julio de 1991. Su mejor actuación en un torneo fue en septiembre de 1992 cuando fue subcampón, detrás de Takahanada con 11 victorias. Llegó a su rango de komusubi en enero de 1993, pero luego fue plagado por una serie de lesiones de rodillas, espalda y tríceps. Cayó nuevamente en la división jūryō después de retirarse del torneo de enero de 1997 al cuarto día.
En 1999 Daishōhō fue diagnosticado con cáncer de páncreas. Quería recibir tratamiento mientras aún permanecía activo en el dohyō, pero en junio fue persuadido por sus doctores de entrar al hospital a tiempo completo y retirarse del sumo. Desde que estaba claro que iba a ser poco probable que viviera lo suficiente para tener una ceremonia de retirada formal (danpatsu-shiki) en el Ryōgoku Kokugikan que normalmente tarda un año en realizar la ceremonia de retiro, en octubre de 1999, su compañero y luchador graduado de la Universidad de Nihon Mainoumi organizó una función privada a la que asistieron varios luchadores y ancianos. El peso de Daishōhō había bajado de 150 kg a 90 kg. Murió el 4 de diciembre de 1999 a los 32 años de edad, debido a un cáncer de páncreas.

## Estilo de lucha
A Daishōhō le gustaban las técnicas de empuje, particularmente el tsuppari, una serie de compresiones rápidas en el pecho. Sin embargo, también era bueno en la lucha del mawashi o cinturón, donde se prefiere un agarre migiyotsu, la mano izquierda fuera de la posición y la derecha dentro. Su kimarite utilizado más común fue el yorikiri (fuerza hacia afuera), el oshidashi (empuje) y el uwatenage (tiro sobre brazo).

## Historial
| Año (Honbasho) | Hatsu Basho (enero) (ciudad de Tokio)     | Haru Basho (marzo) (ciudad de Osaka) | Natsu Basho (mayo) (ciudad de Tokio) | Nagoya Basho (julio) (ciudad de Nagoya) | Aki Basho (septiembre) (ciudad de Tokio) | Kyushu Basho (noviembre) (ciudad de Fukuoka) | Victorias / Derrotas / Ausencias |
| 1990           | Makushita Tsukedashi 60 Hatsu Dohyō 6 - 1 | Makushita 32 Este 5 - 2              | Makushita 17 Este 5 - 2              | Makushita 10 Este 5 - 2                 | Makushita 4 Este 5 - 2                   | Makushita 1 Este 5 - 2                       | 31 - 11                          |
| 1991           | Jūryō 2 Oeste 11 - 4                      | Jūryō 6 Este 10 - 5                  | Jūryō 2 Este 11 - 4                  | Maegashira 13 Oeste 8 - 7               | Maegashira 10 Este 6 - 9                 | Maegashira 12 Oeste 7 - 8                    | 53 - 37                          |
| 1992           | Maegashira 14 Este 8 - 7                  | Maegashira 9 Oeste 9 - 6             | Maegashira 4 Este 8 - 7              | Maegashira 2 Oeste 5 - 10               | Maegashira 8 Oeste 11 - 4                | Maegashira 1 Este 9 - 6                      | 50 - 40                          |
| 1993           | Komusubi 1 Este 4 - 11                    | Maegashira 5 Este 6 - 9              | Maegashira 9 Este 8 - 7              | Maegashira 5 Este 5 - 10                | Maegashira 10 Oeste 9 - 6                | Maegashira 3 Este 6 - 8 -1                   | 38 - 51 - 1                      |
| 1994           | Maegashira 5 Oeste 0 - 0 - 15             | Maegashira 5 Oeste 3 - 12            | Maegashira 14 Oeste 9 - 6            | Maegashira 7 Oeste 6 - 9                | Maegashira 13 Este 8 - 7                 | Maegashira 7 Este 6 - 9                      | 32 - 43 - 15                     |
| 1995           | Maegashira 11 Oeste 11 - 4                | Komusubi 1 Oeste 5 - 10              | Maegashira 3 Este 5 - 10             | Maegashira 7 Este 6 - 9                 | Maegashira 10 Oeste 6 - 9                | Maegashira 14 Oeste 10 - 5                   | 43 - 47                          |
| 1996           | Maegashira 8 Oeste 7 - 8                  | Maegashira 10 Oeste 8 - 7            | Maegashira 4 Oeste 10 - 5            | Komusubi 2 Oeste 2 - 13                 | Maegashira 5 Oeste 8 - 7                 | Maegashira 1 Este 1 - 14                     | 36 - 54                          |
| 1997           | Maegashira 14 Este 2 - 2 - 11             | Jūryō 6 Este 0 - 0 - 15              | Jūryō 6 Este 5 - 10                  | Jūryō 11 Oeste 8 - 7                    | Jūryō 9 Este 8 - 7                       | Jūryō 4 Este 5 - 10                          | 28 - 36 - 26                     |
| 1998           | Jūryō 9 Este 8 - 7                        | Jūryō 7 Este 10 - 5                  | Jūryō 3 Este 5 - 9 - 1               | Jūryō 9 Este 8 - 7                      | Jūryō 7 Oeste 8 - 7                      | Jūryō 4 Oeste 5 - 10                         | 44 - 45 - 1                      |
| 1999           | Jūryō 10 Oeste 9 - 6                      | Jūryō 5 Este 5 - 10                  | Jūryō 10 Este 0 - 0 - 15             | Makushita 10 Oeste 0 - 0 - 7            | —                                        | —                                            | 14 - 16 - 22                     |